# يي كيويو
يي كيويو (بالصينية: 叶秋语) مواليد 29 نوفمبر 1997 في الصين، هي لاعبة كرة مضرب صينية. هي إحدى بطلات الجراند سلام. أعلى تصنيف لها في الفردي كان 495. أعلى تصنيف لها في الزوجي كان 199.

## النهائيات

### الفردي (0–1)
| الحصيلة | الرقم | التاريخ       | الدورة         | الأرضية | المنافس       | النتيجة  |
| ------- | ----- | ------------- | -------------- | ------- | ------------- | -------- |
| الوصافة | 1.    | 28 يوليو 2014 | إسطنبول، تركيا | صلبة    | أولغا فريدمان | 5–7, 4–6 |

## الميداليات
| الميدالية | المسابقة                              |
| --------- | ------------------------------------- |
| فضية      | الألعاب الأولمبية الصيفية للشباب 2014 |

## روابط خارجية
- يي كيويو على موقع رابطة محترفات التنس (الإنجليزية)
- يي كيويو على موقع الاتحاد الدولي لكرة المضرب (الإنجليزية)
- يي كيويو على موقع خلاصة التنس.كوم (الإنجليزية)
- يي كيويو على موقع أوليمبيديا (الإنجليزية)